# A Magyarországi Református Egyház Kálvin János Kiadója
A Magyarországi Református Egyház Kálvin János Kiadója (röviden: Kálvin Kiadó) 
– a Magyar Bibliatársulattal együttműködve – bibliákat, a Szentírás jobb megértését segítő teológiai, hitéleti, ismeretterjesztő és szépirodalmi kiadványokat, család- és lelkigondozó, valamint gyermek- és ifjúsági könyveket megjelentő könyvkiadó.

## Címe
Központi címe: 1113 Budapest, Bocskai út 35.

## Kiadványai
A kiadó legfontosabb feladata a Biblia kiadása, nemcsak a Magyarországi Református Egyház számára, hanem a Magyar Bibliatársulat tizenkét tagegyháza számára is. Másik fontos feladata a református könyvkiadás folyamatosságának biztosítása. A Biblia mellett énekeskönyvek, hittankönyvek, imakönyvek, évkönyvek (Bibliaolvasó Kalauz, Képes Kálvin Kalendárium, Reformátusok Falinaptára), gyermekkönyvek, teológiai, ismeretterjesztő és más könyvek kiadása.

## Története
1945 előtt a Református Egyház nem rendelkezett kiadóvállalattal. A bibliakiadás a Brit és Külföldi Bibliatársulat szervezésében történt, a vallásos könyvek illetve teológiai szakirodalom kiadását a református kollégiumok, valamint egyházi egyesületek és magánszemélyek biztosították (pl. Kókai Lajos Könyvkiadó Vállalata, Magyar Protestáns Irodalmi Társaság).
1948-ban a Magyar Köztársaság és a Magyarországi Református Egyház Zsinati Tanácsa által október 7-én aláírt egyezmény értelmében a Zsinati Iroda (akkor Konventi Iroda) egyik osztályaként létrehozták a Református Sajtóosztályt, melynek szervezője és 1957-ig vezetője Kádár Imre volt. A Sajtóosztály valójában az egyházi könyvkiadó szerepét töltötte be.
1968 és 1977 között a sajtóirodát Tóth Károly lelkész, egyházpolitikus vezette.
Az egyházi könyvkiadásról szóló 1992. évi II. törvény értelmében a Református Zsinati Iroda Sajtóosztálya (Református Sajtóosztály) jogutódaként megalakult a Kálvin János Kiadó, amelynek tevékenysége a törvény alapján a bibliakiadás, könyvkiadás és folyóirat-kiadás, illetve terjesztés.